# Productieplatform

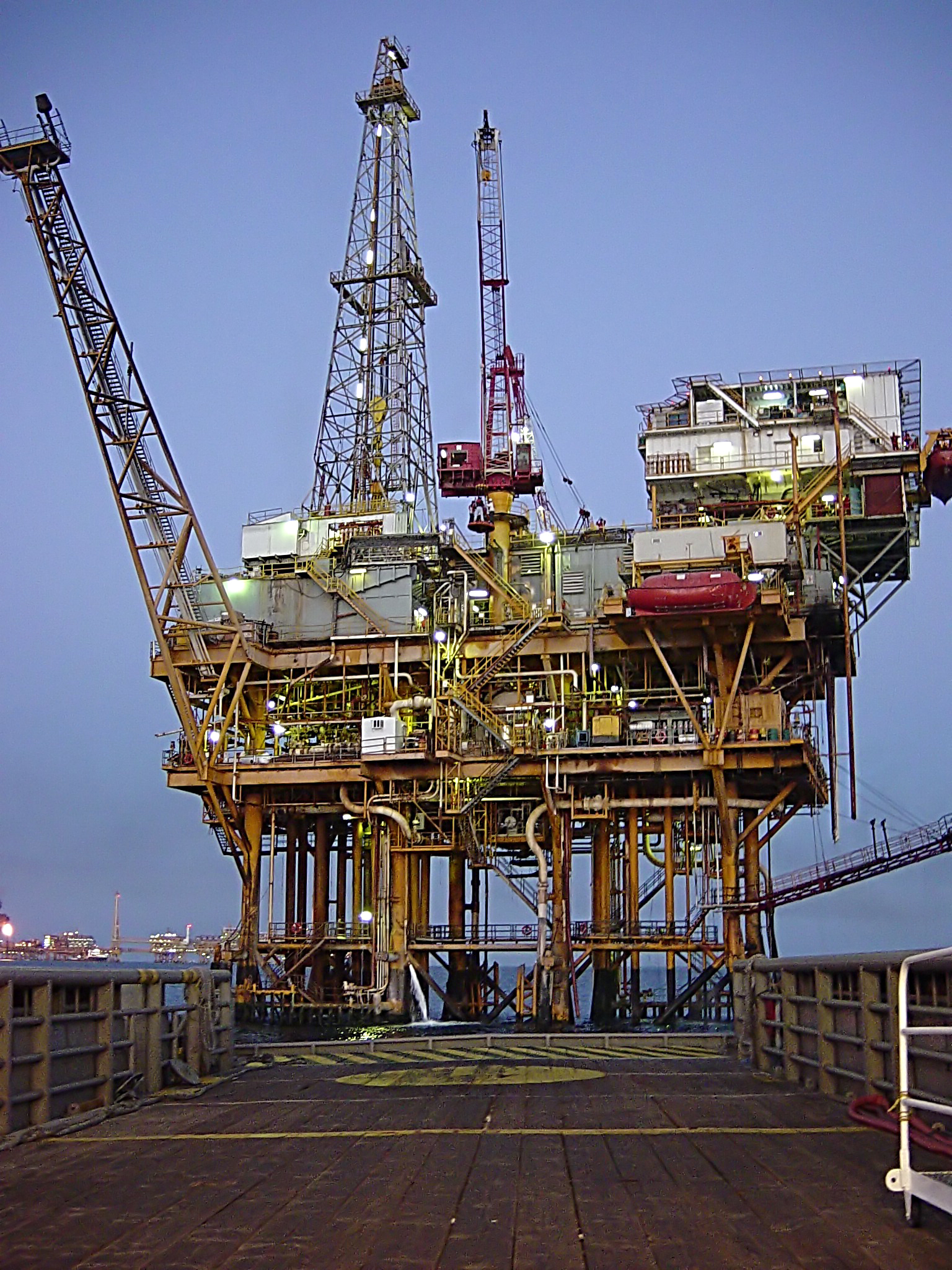
Olieplatform in de Golf van Mexico

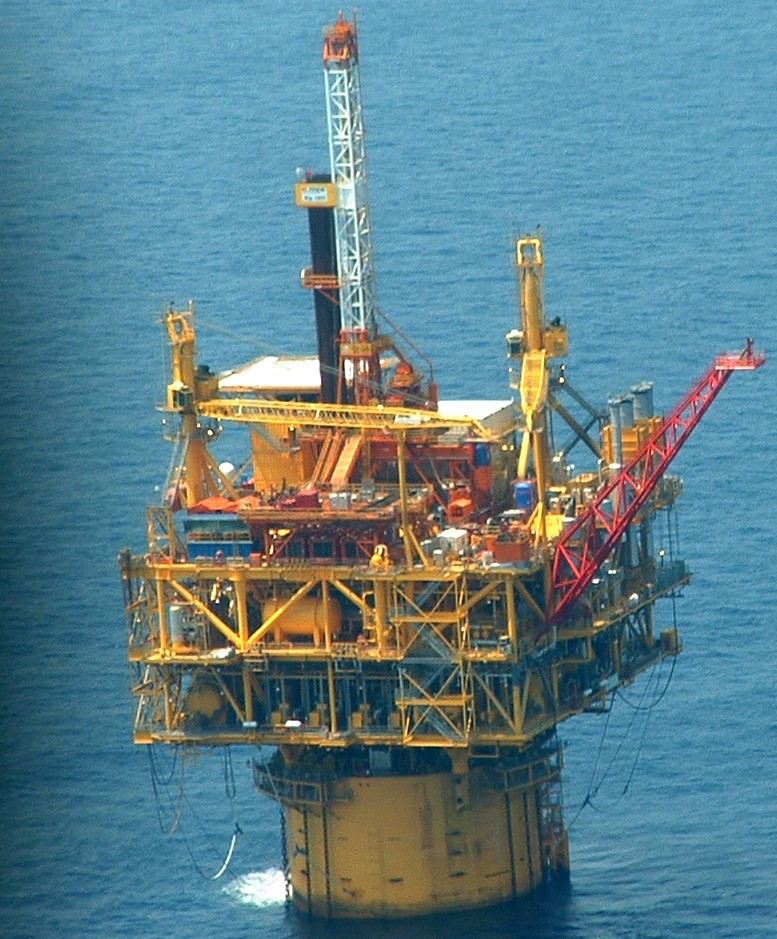
Devil’s Tower, een spar gelegen in 1700 meter diep water

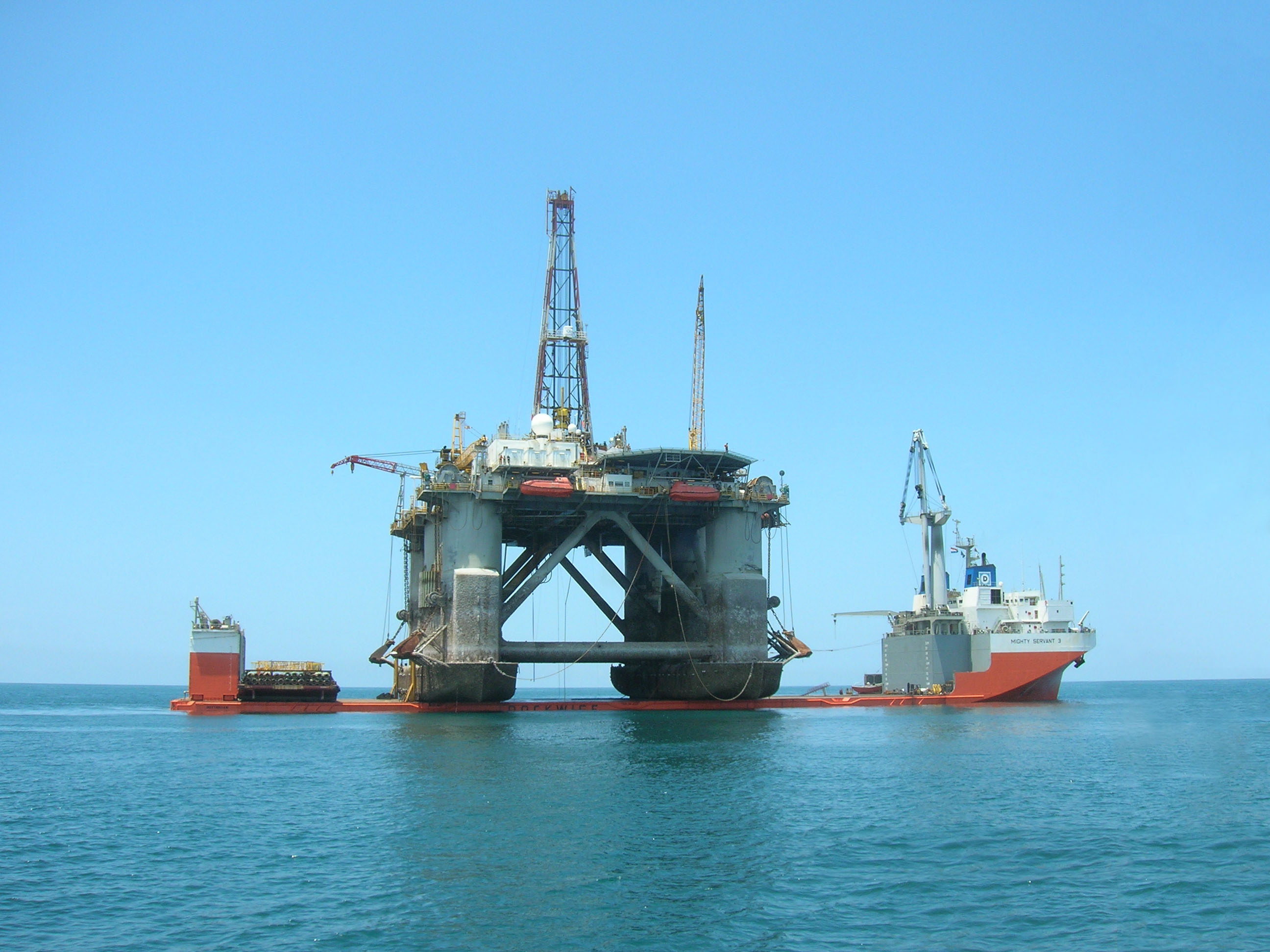
Half-afzinkbaar platform GSF Aleutian Key op het dek van de Mighty Servant 3

Een productieplatform is de stalen of betonnen constructie die meestal op de bodem van de zee verankerd is, van waaruit aardolie of aardgas gewonnen worden. Door het grote publiek wordt dit een booreiland genoemd, op een productieplatform wordt echter zelden geboord. Het is offshoretechniek. Rond een platform is veelal een 500 meter-veiligheidszone ingesteld.

## Typen
Er kunnen twee typen platformen worden onderscheiden:

### Vaste platformen
Deze platformen rusten op de zeebodem door middel van een stalen en betonnen constructie. Op het dek boven water staan de boor- of productie-installaties en de verblijven voor de bemanning. Deze vaste platformen worden gebruikt in ondiep water:
- Hefplatform, een verplaatsbaar platform met 3 of 4 hydraulisch beweegbare poten dat tot circa 150 meter waterdiepte kan werken
- Jackets, stalen constructies tot maximaal zo'n 400 meter waterdiepte
- Compliant towers, stalen constructies tot maximaal zo'n 600 meter waterdiepte
- Condeeps, betonnen constructies tot maximaal zo'n 300 meter waterdiepte

### Drijvende platformen
Dit zijn drijvende installaties die worden gebruikt in diepe wateren. De belangrijkste verschillen betreffen de wijze waarop de installaties op hun plaats worden gefixeerd:
- Tension-leg platforms, een verticaal gemeerd drijvend platform dat op zijn plek wordt gehouden met behulp van kabels die vast verankerd zijn aan lange palen in de zeebodem.
- Spars, cilindervormige platformen die ook met zuigankers worden afgemeerd. Een bekend platform van dit type is de afgedankte Brent Spar. De Perdido ligt in de Golf van Mexico en bevindt zich in een record waterdiepte van ruim 2400 meter
- half-afzinkbare platformen, half-afzinkbare schepen die worden afgemeerd aan zuigankers
- FPSO's, Floating Production, Storage and Offloading Vessel, een speciaal soort schip (tot voor kort meestal een omgebouwde olietanker) dat boven een olieput ligt. De olie wordt meestal afgevoerd met shuttle-tankers.

De kleinere platformen worden well protectors of satellieten genoemd en zijn normaal gesproken onbemand. Er zijn wel noodfaciliteiten voor overnachtingen.
Op een centrale plaats in een olie- of gasveld staat dan een groter platform waar de installaties voor olie- en gasbehandeling zijn, en waar ook hotelaccommodatie is voor de bemanning. Een redelijk gangbaar werkschema is twee weken op en twee weken af, met werkdagen van 12 uur per dag. Bevoorrading van deze platformen gebeurt per schip, maar de bemanning wordt afgelost per helikopter. Voor grotere werkzaamheden kan een booreiland of werkeiland naast een productieplatform geplaatst worden, waarop soms honderden extra mensen gehuisvest kunnen worden. Om de platformen te verankeren, wordt soms de gravity-based foundation-techniek gebruikt.

## Personeel
Aan boord zijn mensen met de volgende functies:
- O.I.M. (Offshore Installation Manager), degene die de eindverantwoording heeft voor alles wat er op het platform gebeurt. Omdat een platform vaak in internationale wateren ligt heeft deze dezelfde autoriteit als de kapitein van een schip op zee. Deze persoon wordt ook wel HMI (Hoofd Mijnbouw Installatie) genoemd
- Kok en huishoudelijk personeel (Stewards).
- Radio-operator die de communicatie verzorgt met helikopters en schepen, maar vaak ook de helikopterbezetting regelt en als receptionist functioneert (alleen aanwezig op de grotere platformen).
- Procesoperators die in twee-ploegendienst werken. Of vanaf onshore in een CCR ( Central Control Room ). Hierdoor vervallen de nachtdiensten of kunnen er minder operators in de nachtdienst.
- Technici.(Technician e/i, Technician mechanic)
- Kraandrijver die het laden van de bevoorradingsboot en het verplaatsen van zware spullen verzorgt.
- Medic, een verpleegkundige die medische noodgevallen kan behandelen (alleen aan boord op platformen met een bezetting van meer dan 25 personen).
- H.L.O. (Helicopter Landing Officer) die de helikopterbewegingen begeleidt, samen met een assistent die altijd aan het schuimkanon staat als een helikopter in de buurt is.
- Brandploeg, voor noodgevallen.
- M.O.B. (Man Over Board) team, dat snel met een rubberboot ingezet kan worden. Bij 'valgevaarlijk' werk wordt het team al bij voorbaat ingezet.

Op kleinere platformen worden deze functies gecombineerd, een minimale bezetting is ongeveer 5 man: kok, drie operators (waarvan één de OIM is) en een technicus. Omdat het aanwezig hebben van personeel een dure zaak is wordt ook geprobeerd zo veel mogelijk onbemand met afstandsbediening te opereren.

## Voorkomen
In veel streken van de wereld vindt olie- en gaswinning plaats op het continentaal plat. De Noordzee staat vol met dergelijke platformen, andere streken zijn de Golf van Mexico, West- Afrika, Indonesische Archipel, Brazilië, Zuid-Afrika.

## Trivia
- Voor navigatiedoeleinden worden productieplatformen vaak voorzien van een radarbaken.
- Alle platformen voorzien van een helikopter-dek hebben een eigen ICAO-code net als ieder vliegveld.